# Juan Gaspar Fernández Pacheco
Juan Gaspar Fernández Pacheco y Álvarez de Toledo (b. Escalona, 20 de diciembre de 1563-Escalona, 5 de mayo de 1615), noble español que ostentó los títulos de V marqués de Villena, V duque de Escalona, V marqués de Moya, VIII conde de San Esteban de Gormaz y VIII conde de Xiquena.

## Biografía
Nació en Escalona y fue bautizado en la Iglesia Parroquial de Santa María el lunes 20 de diciembre de 1563, apadrinándole su tío materno Francisco de Toledo y su tía Luisa Pacheco. Era hijo de Francisco Pacheco y de Cabrera y su esposa Juana Álvarez de Toledo, hija de Fernando Álvarez de Toledo, IV conde de Oropesa. En 1574 sucedió a su padre bajo la tutela de la duquesa viuda, su madre, y usó el patronímico Fernández, como su quinto abuelo del mismo nombre.
Estuvo en la jura de los dos príncipes de Asturias, hijos de Felipe II, el 1 de marzo de 1580 y el 11 de noviembre de 1584.  Sirvió con dos compañías de hombres de armas, que levantó a su costa, en la guerra de Inglaterra y en la guerra de Portugal. El 29 de noviembre de 1593, en el Palacio Real de Madrid, recibió de Felipe II el collar de la Orden del Toisón de Oro. Asistió al acto de bodas de Felipe III con la archiduquesa Margarita de Austria el 18 de abril de 1599, en Valencia, distinguiéndose entre todos los grandes por el boato con que se presentó. 
Aunque en 1602 el monarca le ordenó a que fuera a servir personalmente en la jornada de Alemania, poco después fue nombrado embajador de Felipe III cerca de Clemente VIII. En Roma contribuyó a la elección del papa León XI el 2 de abril de 1603 y a la de Paulo V el 16 de mayo siguiente. Por su servicios, en 1608 logró la creación de la insigne Iglesia Colegial de la villa de Escalona, con dependencia inmediata del pontífice.
Dejó en abril de 1606 la embajada en Roma para ser virrey y capitán general de Sicilia, donde reguló la introducción de granos y acabó con el hambre y el bandolerismo en la isla. A principios de 1610 empeñó todas sus joyas y plata con el tesoro de la ciudad de Palermo para los gastos de su vuelta a España. Retirado en sus dominios, murió en su palacio de Escalona en la noche del 5 de mayo de 1615. Había testado en los alcazáres y fortaleza de Escalona el 15 de agosto de 1603, ante Juan de Salinas. Francisco Pinel y Monroy escribe que «fue de generoso corazón, alto entendimiento y nobilísima presencia».

## Matrimonio y descendencia
El 6 de enero de 1594, en el Palacio Ducal de Villaviciosa, el duque contrajo matrimonio por poderes con Serafina de Portugal Braganza (1566-1604), representando a la persona del contrayente su cuñado Teodosio de Portugal y dándoles las bendiciones el arzobispo de Évora José de Mella. Serafina había nacido el 20 de mayo de 1566 y era hija de Catalina de Portugal, nieta del rey Manuel I, y su esposo Juan I de Braganza y Lencastre, VI duque de Braganza. Por este enlace se hizo una copla que dice: «La que aspiró a la Corona / Con tan altas presunciones / Bajó tantos escalones / Que vino a ser Escalona».
Las capitulaciones matrimoniales entre el duque de Escalona y Serafina de Portugal y Braganza se firmaron el 16 de octubre de 1593, en casa del doctor Pedro Barbosa (Madrid), entre Rodrigo de Lencastro y Alfonso de Lucena, en representación de la novia, y Alfonso Pacheco de Guzmán y Francisco Pereda de Velasco, que iban en representación del duque. Este aprobó las capitulaciones en sus alcázares de Escalona el día 23 del mismo mes. En virtud de ellas, el monarca daba en dote a Serafina unos 60 000 ducados y la duquesa, su madre, unos 20 000 ducados en joyas y aderezos de su persona; por su parte, el novio ofrecía en arras unos 20 000 ducados y, en caso de viudez, la villa de Almorox y 3000 ducados de renta anual. El duque obtuvo dispensación real para obligar sus mayorazgos a esta dote el 21 de julio de 1593.
De este enlace nacieron varios hijos:
- Francisco Manuel Gaspar Felipe Pacheco y Portugal (n. 1 de enero de 1596), que, destinado a suceder en la casa, murió niño.[9]
- Felipe Juan Baltasar Fernández Pacheco y Portugal (n. 1 de enero de 1596), que sucedió a su padre como VI marqués de Villena etc.[9]
- Diego Roque Pacheco y Portugal (b. 21 de diciembre de 1597), que murió niño.[10]
- Diego Roque López Pacheco y Portugal (16 de agosto de 1599-1653), que sucedió a su hermano Felipe como VII marqués de Villena etc.[10]
- Francisco Juan Teodosio Jacinto Pacheco y Portugal (b. 28 de noviembre de 1600), que fue maestre de campo de la infantería española en Milán y caballero de la Orden de Santiago.[10]
- Catalina de San Pablo Pacheco y Portugal (b. 5 de febrero de 1595), que fue monja en el monasterio de las Descalzas Reales de Madrid.[10]
- Juana Lucas Pacheco y Portugal (b. 16 de febrero de 1597), religiosa de las Descalzas de Madrid y fundadora del monasterio de las Monjas Franciscanas del mismo instituto en Chinchón.[10]
- Cecilia Pacheco y Portugal (b. 29 de marzo de 1598), que murió a corta edad.[10]
- Cecilia Pacheco y Portugal II (14 de diciembre de 1604-1622), que fue monja en el monasterio de la Concepción Franciscana de Escalona.[10]
- Diego Antonio Pacheco (20 de septiembre de 1594-1616), que fue hijo no legítimo del duque y deán de la iglesia de Jaén.[11]

Tuvo además el duque tres hijos naturales con otra mujer:
- Juan Francisco Pacheco (28 de febrero de 1606-1663), que fue obispo de Córdoba y de Cuenca.[11]
- Andrés Mauricio Pacheco (m. 24 de septiembre de 1651), que fue capitán de Caballos Corazas en Milán.[12]
- María Pacheco, que fue monja y luego abadesa del monasterio de la Concepción de Escalona.[12]